# Gisilia stereodoxa
Gisilia stereodoxa är en fjärilsart som beskrevs av Edward Meyrick 1925. Gisilia stereodoxa ingår i släktet Gisilia och familjen fransmalar. Inga underarter finns listade i Catalogue of Life.